# باي هو
باي هو (هانغل: 배호) هو مغني كوري الجنوبي، ولد في 24 أبريل 1942 في شاندونغ في الصين، وتوفي في 7 نوفمبر 1971 في سول في كوريا الجنوبية بسبب قصور كلوي.